# Aída Cuevas
Aída Gabriela Cuevas Castillo (Ciudad de México, 24 de septiembre de 1963) es una cantante y actriz mexicana con  50 años de carrera artística profesional, en el género mariachi. Actualmente, es considerada como «La Máxima Exponente de la Música Mexicana».
Ha publicado 42 álbumes con ventas de más de 11 millones de copias y ha sido galardonada con más de 900 de los más selectos premios a nivel mundial a lo largo de su carrera artística, incluyendo el Grammy y el Grammy Latino. Es la primera y única cantante del género ranchero en ganar ambos premios del Grammy en toda la historia, y es la cantante mexicana con más nominaciones a dichos premios. Su canción más conocida y estandarte en su estilo único, es «El Pastor» (de los compositores mexicanos «Los Cuates Castilla»), canción que requiere de una gran técnica vocal para hacer notar su icónico falsete. Aída Cuevas ha llevado la música tradicional de su México a lo largo y ancho de 5 continentes, en magníficos lugares y de gran reconocimiento internacional. Su voz y estilo único le han permitido cultivar una exitosa y larga carrera profesional.
Aída Cuevas tiene tres hijos: Rodrigo Alatriste Cuevas (productor musical), Diego Alatriste Cuevas (músico) y Valeria Berganza Cuevas (cantante y conductora de Tv).

## Primeros años en la música (1975)
Aída Cuevas empezó a cantar en concursos para aficionados a la edad de 11 años y pronto así, fue descubierta por su excepcional talento. Su primera exposición cantando a nivel nacional fue en un programa semanal de radio en vivo llamado «El Taller XEW» en 1975 a la edad de 12 años. Y un año más tarde se encontraba cantando en Europa; siendo este el inicio de muchas actuaciones por el Viejo Continente a muy temprana edad.

## Carrera musical (1975-)
El 3 de octubre de 1975, inicia su carrera oficialmente y graba su primer disco de estudio de título homónimo. Para su tercer disco de estudio en 1979, el reconocido compositor mexicano Armando Manzanero le produjo su disco Cari Cari, además de regalarle la primera canción que él haya compuesto para el género ranchero: «Te vas para tu casa». Su carrera alcanzaría gran éxito para 1982 cuando el artista y productor más exitoso de México Juan Gabriel, la buscara para grabarle y producirle un disco entero con 10 canciones inéditas de él mismo, álbum que la encumbró con el público mexicano y como «La Voz de México». Este álbum está disponible inclusive después de 37 años de haberse distribuido por primera vez. A la fecha ha publicado 40 discos de estudio, muchos de los cuales han sido galardonados con discos de oro y platino. A lo largo de 46 años de carrera artística ha sido reconocida con los premios más importantes a nivel mundial, los cuales son más de 700 reconocimientos de presidentes, reyes, gobiernos y las más prestigiadas instituciones del mundo.

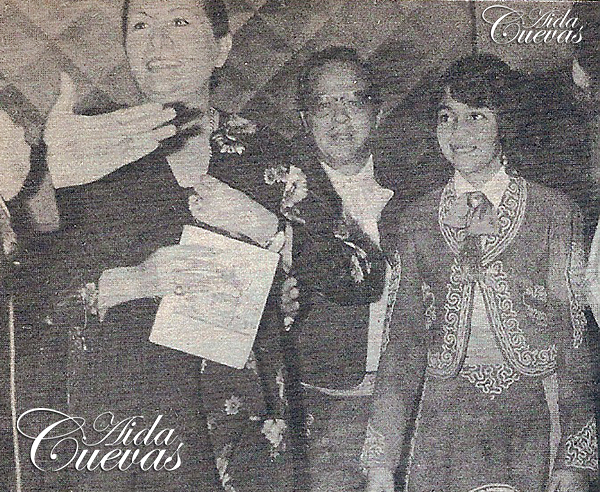
Aída Cuevas y Lola Beltrán, 1976

Gracias a su privilegiada voz y talento ha pisado los mejores escenarios nacionales e internacionales como El Auditorio Nacional de México, El Palacio de las Bellas Artes, El Madison Square Garden, El Hollywood Bowl, entre otros muchos. Ha cantado, compartido escenario y créditos con artistas de talla internacional como Plácido Domingo, Celia Cruz, Juan Gabriel, Michael Bolton, Gloria Estefan, Raphael, Vicente Fernández, Lila Downs, Lupita D'Alessio, Ángela Carrasco, entre otros; así como ha cantado para celebridades como los presidentes, Gerald Ford, Bill Clinton, George W. Bush, el Sah de Irán, Pierre Trudeau, los reyes de España, Sean Connery y a cada uno de los presidentes de México desde Luis Echeverría (1970) hasta Enrique Peña Nieto (2018).

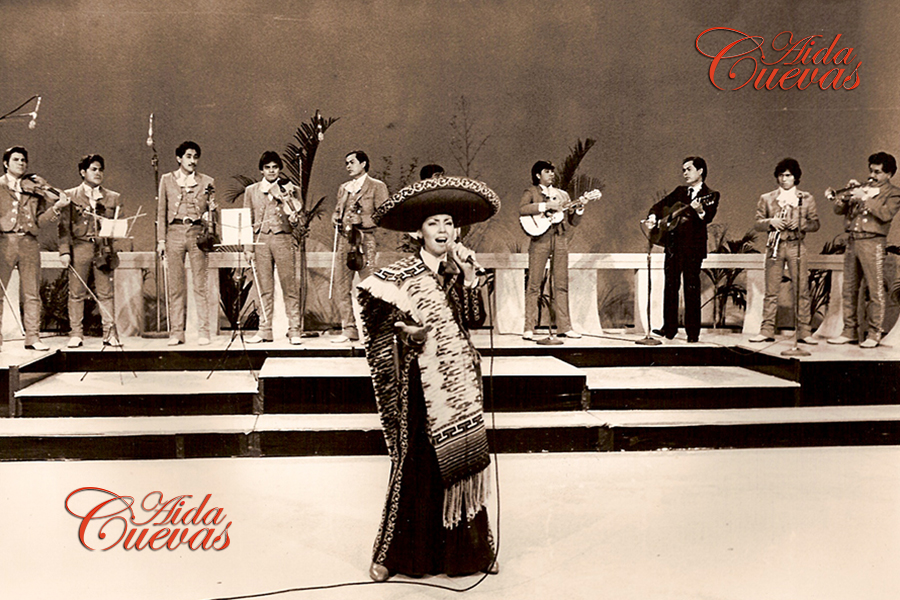
Aída Cuevas circa 1980

Dentro de sus más destacados premios y reconocimientos profesionales están haber ganado el «Grammy» y el «Grammy Latino». Desde 2002 que tuvo su primera nominación al «Grammy Latino» con su álbum "Enhorabuena" producido y dirigido por el genio productor méxico-argentino Bebu Silvetti. Desde ese entonces se ha mantenido constante en las nominaciones de dicho premio, y le han llevado a lograr 10 nominaciones al «Grammy» y «Grammy Latino» en diferentes ocasiones y con diferentes álbumes hasta al día de hoy.  
El 11 de noviembre de 2010, fue ganadora del «Grammy Latino» en la categoría «mejor álbum de tango» con su material discográfico De corazón a corazón... Mariachi Tango, disco en el que combina la sensualidad del tango con el folclore mexicano del mariachi, producido por su hijo Rodrigo Cuevas. Dupla exitosa que ha logrado con su hijo y que les ha llevado a estar nominados a los Grammy y Latin Grammy, en 2010, 2013, 2015, 2017, 2018 y 2020.
En noviembre de 2014, Aída Cuevas hace historia y crea un récord de asistencia en su concierto dentro de su gira «Mi México Lindo», realizado en el Auditorium Theater de Chicago acompañada por el Mariachi Reyna de Los Ángeles, siendo el primer evento de música ranchera en la historia de dicha ciudad en lograr dos noches consecutivas un sold out de 4600 asistentes por noche.
A raíz del éxito obtenido en Estados Unidos acompañada de solo un mariachi femenil, en marzo de 2015 presenta un nuevo álbum titulado Pa' que sientas lo que siento acompañada por el Mariachi Reyna de los Ángeles, álbum con el cual logran una nueva nominación al Latin Grammy como «mejor disco ranchero» de 2015 y, en agosto de 2016, lanza una gira de shows por Estados Unidos llamada «México y su mujer», el cual combina la música, el mariachi, el talento y la belleza de la mujer mexicana en un solo espectáculo.  
El 11 de mayo de 2017, fue inmortalizada con su pintura en el histórico Salón Tenampa junto a otros grandes de la música mexicana como Lola Beltrán, José Alfredo Jiménez, Vicente Fernández, Pedro Infante, Jorge Negrete, por mencionar algunos.
Para finales del mismo año, recibe la noticia que su álbum Arrieros Somos, en homenaje al célebre compositor tamaulipeco Refugio «Cuco» Sánchez, ha sido seleccionado y nominado al premio Grammy para la premiación n.º 60 en Nueva York, Estados Unidos.
El 28 de enero de 2018, en la Ciudad de Nueva York, fue premiada con el Grammy con su álbum 38 Arrieros Somos en la categoría de mejor álbum de música regional mexicana (incluyendo tejano). Compitiendo en una categoría sumamente reñida al lado de sus compañeros Banda El Recodo, Julión Álvarez, Tex-Maniacs, entre otros, Aída Cuevas hace historia y se convierte así en la primera mujer mexicana en ganar esta categoría, donde el género masculino había sido siempre ganador.
A finales del mismo año, el 10 de diciembre, fue nominada nuevamente al Grammy con su álbum Totalmente Juan Gabriel, Vol. II en la categoría de mejor álbum de música regional mexicana (incluyendo tejano). Un álbum que quedará para la posteridad donde rinde un tributo a su amigo y compadre Juan Gabriel y se convierte en la primera artista del mundo en lanzar un dueto póstumo con el Divo de Juárez. En septiembre del mismo año, realiza una extensa y exitosa gira por Norteamérica llamada "Totalmente Juan Gabriel", con la cual visitó más de 25 ciudades de Estados Unidos y Canadá logrando llenos totales siendo aclamada por la revista Billboard y la prensa nacional americana.
Totalmente Juan Gabriel Vol. II es la sucesión del exitoso Volumen I, que se estrenó en 2013, con el cual también se obtuvo nominación al Grammy Latino por Mejor álbum ranchero. Este nuevo disco, Volumen II, es el n.º 39 en su carrera profesional y es sumamente especial, ya que incluye 12 temas de los 63 que dejó el mismo Juan Gabriel para que Aída los grabase en sus próximos volúmenes y, de esta manera, él viva siempre a través de sus composiciones, interpretados por quien él consideró siempre, una de sus más cercanas amigas e intérpretes consentidas. Y por si fuera poco, esta producción contiene un dueto inédito con Juan Gabriel del tema «Gracias por todo» mismo que fue grabado cinco meses antes de su deceso y se estrenó como sencillo en plataformas digitales en su primer aniversario luctuoso. Todo esto hacen de este álbum un disco de colección que quedará inmortalizado y recordado como parte esencial del acervo musical del Divo de Juárez. Un disco que refleja el agradecimiento y la amistad de 34 años de dos grandes artistas que ha dado México al mundo. En febrero de 2020, el álbum Totalmente Juan Gabriel, Vol. II, recibe Disco de Platino por ventas superiores a 75 000 copias en México y Estados Unidos.
En junio de 2019, regresa a Chicago ofreciendo un gran concierto en el auditorio del Parque del Milenio con un público de más de 10 000 personas, durante el 5to festival de Mariachi, que es considerado el más grande de Estados Unidos. Más tarde, en noviembre del mismo año, la prestigiada universidad de música en Boston, Massachusetts, Berklee College of Music, le invita a formar parte de «The Signature Series», iniciativa de la universidad donde invitan a los artistas más influyentes de cada género musical a nivel mundial para dar una serie de MasterClass especial a sus alumnos y un concierto, acompañada por los alumnos universitarios, donde cada artista es homenajeado por brillante carrera musical.
En 2020, estrena un disco de nombre «Antología de la Música Ranchera, Vol. 1» que rescata y enaltece la música ranchera, la música de los años 1940 que en su momento hiciera famosa a la pionera de la música ranchera Lucha Reyes. Es de resaltar que en este álbum realiza un dueto con Lucha Reyes, y gracias a la tecnología actual. El 29 de septiembre del mismo año, este álbum quedó nominado en los Latin Grammy como «Mejor álbum Ranchero» en 2020.
El 16 de abril del mismo año, participa en la grabación del tema musical y de manera altruista «Resistiré México» junto a varios artistas mexicanos, a favor de las personas infectadas por la enfermedad de COVID-19, donde todo lo recaudado será a favor de la Cruz Roja.
El 21 de noviembre de 2021, Aída Cuevas es coronada por 6.ª ocasión como "La Reina del Mariachi", coronación y título otorgado por la Unión Mexicana de Mariachis de México, convirtiéndose así en la cantante con más coronaciones como "Reina del Mariachi" en toda la historia.

## Discografía
| Año  | Título del álbum                                | Artista                           | Productor                             |  |
| ---- | ----------------------------------------------- | --------------------------------- | ------------------------------------- |  |
| 1976 | Aída Cuevas con el Mariachi Continental Estrada | Aída Cuevas                       |                                       |  |
| 1977 | Para Ti                                         | Aída Cuevas                       |                                       |  |
| 1978 | Los Reyes del Palenque                          | Aída Cuevas y Humberto Cabañas    |                                       |  |
| 1979 | Cari Cari                                       | Aída Cuevas                       | Armando Manzanero                     |  |
| 1980 | La Palenquera                                   | Aída Cuevas                       |                                       |  |
| 1983 | Aída Cuevas canta lo nuevo de Juan Gabriel      | Aída Cuevas                       | Juan Gabriel                          |  |
| 1984 | Ahora y Siempre, La Voz de México               | Aída Cuevas                       | Rigoberto Alfaro                      |  |
| 1985 | Éxitos                                          | Aída Cuevas y Lucha Villa         | Juan Gabriel                          |  |
| 1986 | Río Crecido                                     | Aída Cuevas                       | Prisma                                |  |
| 1987 | Aída Cuevas canta a Juan Gabriel                | Aída Cuevas                       | Juan Gabriel                          |  |
| 1988 | Lo Mejor de José Alfredo Jiménez                | Aída Cuevas                       | Rigoberto Alfaro                      |  |
| 1989 | Canciones de mi pueblo                          | Aída Cuevas                       | Rigoberto Alfaro                      |  |
| 1990 | Decisión                                        | Aída Cuevas                       |                                       |  |
| 1991 | Aída Cuevas con la Banda del Recodo             | Aída Cuevas y la Banda del Recodo | Cruz Lizárraga                        |  |
| 1992 | Te Traigo Ganas                                 | Aída Cuevas                       | Kiko Campos y Fernando Rivas          |  |
| 1992 | Huapangos                                       | Aída Cuevas                       | Rigoberto Alfaro                      |  |
| 1993 | Boleros, Voz y Sentimiento                      | Various                           |                                       |  |
| 1994 | Éxitos                                          | Aída Cuevas y Rocío Banquells     |                                       |  |
| 1995 | El Dueto del Siglo                              | Aída Cuevas y Carlos Cuevas       | Chamín Correa                         |  |
| 1996 | Canciones Inéditas de María Grever              | Aída Cuevas                       | Chucho Ferrer                         |  |
| 1997 | En Vivo desde El Auditorio Nacional             | Aída Cuevas y Carlos Cuevas       |                                       |  |
| 1998 | Lucha Reyes: Remembranzas                       | Aída Cuevas                       | Rigoberto Alfaro                      |  |
| 1999 | La Reina de la Canción Ranchera                 | Aída Cuevas                       | Cutberto Pérez                        |  |
| 2000 | Los Autores del Siglo                           | Aída Cuevas y Carlos Cuevas       | Chucho Ferrer                         |  |
| 2001 | Háblame de Amor                                 | Aída Cuevas                       | Sonia Rivas                           |  |
| 2002 | Enhorabuena                                     | Aída Cuevas                       | Bebu Silvetti                         |  |
| 2004 | Suite Mexicana de Agustín Lara                  | Aída Cuevas                       |                                       |  |
| 2010 | De Corazón a Corazón… Mariachi Tango            | Aída Cuevas                       | Rodrigo Cuevas                        |  |
| 2013 | Totalmente Juan Gabriel                         | Aída Cuevas                       | Rodrigo Cuevas y Fernando de Santiago |  |
| 2014 | Canto a mi Tierra                               | Aída Cuevas                       | Rodrigo Cuevas                        |  |
| 2015 | Pa' Que Sientas Lo Que Siento                   | Aída Cuevas                       | Rodrigo Cuevas y José Hernández       |  |
| 2017 | Arrieros Somos - Versiones Acústicas            | Aída Cuevas                       | Rodrigo Cuevas                        |  |
| 2018 | Totalmente Juan Gabriel Vol. II                 | Aída Cuevas                       | Rodrigo Cuevas                        |  |
| 2020 | Antología de la Música Ranchera, Vol. I         | Aída Cuevas                       | Rigoberto Alfaro y Rodrigo Cuevas     |  |
| 2021 | Antología de la Música Ranchera, Vol. II        | Aída Cuevas                       | Rigoberto Alfaro y Rodrigo Cuevas     |  |
| 2024 | Aida Cuevas Vuelve a Cantar a Juan Gabriel      | Aída Cuevas                       | Rodrigo Cuevas                        |  |

## Filmografía
| Año  | Título                  | Dirección               |
| ---- | ----------------------- | ----------------------- |
| 1980 | Te solté la rienda      | Alfredo Salazar         |
| 1982 | No vale nada la vida    | Alfredo Salazar         |
| 1988 | Pero sigo siendo el rey | René Cardona Jr.        |
| 1989 | La Gallera              | Juan José Pérez Padilla |
| 1992 | El Tigre de la Frontera | Ismael Rodríguez Jr.    |

## Premios
- Trofeo «Cenanchero» (Málaga, 1977).
- Reina de los Taxistas Mexicanos (1978).
- Revelación Ranchera de la Unión de Voceadores (1978).
- Revelación Femenina del I Festival de la Canción Ranchera (1979).
- Reina de la Asociación de Charros de Los Ángeles (1980).
- El Heraldo como la Revelación Folclórica de 1980 (1981).
- Reina de los Billeteros de México (1980).
- Recepción de las llaves de la Ciudad de Stockton (1985).
- Embajadora de la Amistad México - Norteamérica (1986).
- Su Majestad Folclórica de la Prensa Nacional (1988).
- Mejor intérprete del Festival OTI (1990).
- Reina de los Zapateros de San Mateo Atenco (1992).
- Estrella de Plata como la voz de México (1996).
- Reina de los Mariachis (1998).
- Mr. Amigo (2002).
- 2 Nominaciones al Grammy Latino por Mejor Canción Regional y Mejor álbum Ranchero por el álbum «Enhorabuena» (2002).
- Coronada «Reina del mariachi» por el mismo gremio en Plaza Garibaldi, Plaza santa Cecilia CDMX. (2003).
- Ganadora de la Estrella de Siglo (2007).
- Ganadora del Grammy Latino por Mejor álbum de Tango por el álbum De Corazón a corazón… Mariachi Tango (2010).
- Nominación al Grammy Latino por Mejor álbum Ranchero por el álbum Totalmente Juan Gabriel, Vol. I (2013).
- Nominación al Grammy Latino por Mejor álbum Ranchero por el álbum Pa' que sientas lo que siento (2015).
- Imagen del boleto conmemorativo de la Lotería Nacional de México por sus 40 años de trayectoria artística (2015).
- Ganadora del Grammy por Best Regional Mexican Album (including tejano) por el álbum Arrieros Somos (2017).
- Inmortalizada en el Salón Tenampa en CDMX, con una pintura/mural de su persona (2017).
- Ganadora del Premio Lunas del Auditorio Nacional como Mejor Artista de Música Mexicana (2017).
- Nominación al Grammy por Best Regional Mexican Album (including tejano) por el álbum Totalmente Juan Gabriel, Vol. II (2018).
- Coronada «Reina del mariachi» por el mismo gremio en Plaza Garibaldi, Plaza santa Cecilia CDMX. (2019).
- Recibe de la comunidad de los Pueblos indígenas Mexicanos el máximo galardón «Bastón de Mando» (octubre de 2020).
- Nominación al Grammy Latino por Mejor álbum Ranchero por el álbum Antología de la Música Ranchera, Vol. 1 (septiembre de 2020).
- Coronada «Reina del mariachi» por el mismo gremio en Plaza Garibaldi, Plaza santa Cecilia CDMX. (2021).
- Recibe de la Asociación Charra de Tlaxcala reconocimiento por su trayectoria artística, Teatro Xicoténcatl, Tlaxcala. (2024).
- Recibe del consulado en Sacramento,CA reconocimiento por su trayectoria artística, Mondavi Center, Davis, CA. (durante Tour USA 2024).
- Recibe del consulado General Mexicanao en Houston reconocimiento por su trayectoria artística, Houston Symphony, Houston,TX. (durante Tour USA 2024).